# Matthew Swann
Matthew Swann (Herston, 16 mei 1989) is een Australisch hockeyer.
Swann maakte zijn debuut in 2009 voor de Australische hockeyploeg. Met die ploeg won de verdediger drie edities van de Champions Trophy in 2009, 2011 en 2012. Hij maakte deel uit van de selectie die op de Olympische Spelen van 2012 brons haalde. Hij werd in 2011 door de FIH verkozen tot WorldHockey Young Player of the Year.
In clubverband speelde Swann in eigen land voor de Melville Hockey Club en de Queensland Blades. In 2012 kwam Swann samen met zijn landgenoten Chris Ciriello en Fergus Kavanagh naar Nederland om te spelen voor HC Bloemendaal.

## Onderscheidingen
- 2011 – FIH Junior Player of the World